# Chiesa dei Santi Gervasio e Protasio (Riviera)
La chiesa dei Santi Gervasio e Protasio è un edificio religioso esistente sin dal XIII secolo a Prosito, frazione del comune di Riviera in Canton Ticino.

## Storia
Del periodo alto medievale, ora in stile barocco dopo vari rimaneggiamenti: il coro e la cappella sono allocati sul lato destro della navata; il campanile è situato a destra della facciata. La chiesa fu restaurata nel 1991-1992 con lavori diretti da Alberto Finzi di Lugano. La navata consta di tre campate con volta a botte lunettata e affreschi risalenti alla fine del XIX secolo-inizio del XX. Nel coro è dipinta l'Assunzione di Maria e nell'arco trionfale quattro profeti, del XVII secolo. L'arredo liturgico è stato rinnovato nel 1991; le vetrate, presenti dal 2002, sono opera di Max Läubli di Ermatingen.